# David Charcos
David Charcos (Granollers, 9 de mayo de 1975), natural de Montmeló, es un futbolista español retirado que jugaba como defensa central. 

## Clubes
| Club                 | País   | Temporada |
| -------------------- | ------ | --------- |
| UDA Gramenet         | España | 1995-1996 |
| RCD Espanyol B       | España | 1996-1998 |
| Atlético de Madrid B | España | 1998-2000 |
| CD Tenerife          | España | 2000-2003 |
| Terrassa Fútbol Club | España | 2003-2005 |
| UD Salamanca         | España | 2005-2007 |
| FC Cartagena         | España | 2007-2009 |
| Palamós CF           | España | 2009-2010 |
| EC Granollers        | España | 2010-2015 |

## Palmarés
| Título               | Club         | País   | Año       |
| -------------------- | ------------ | ------ | --------- |
| Segunda B (Grupo II) | UD Salamanca | España | 2005-2006 |